# 東峰十字路事件

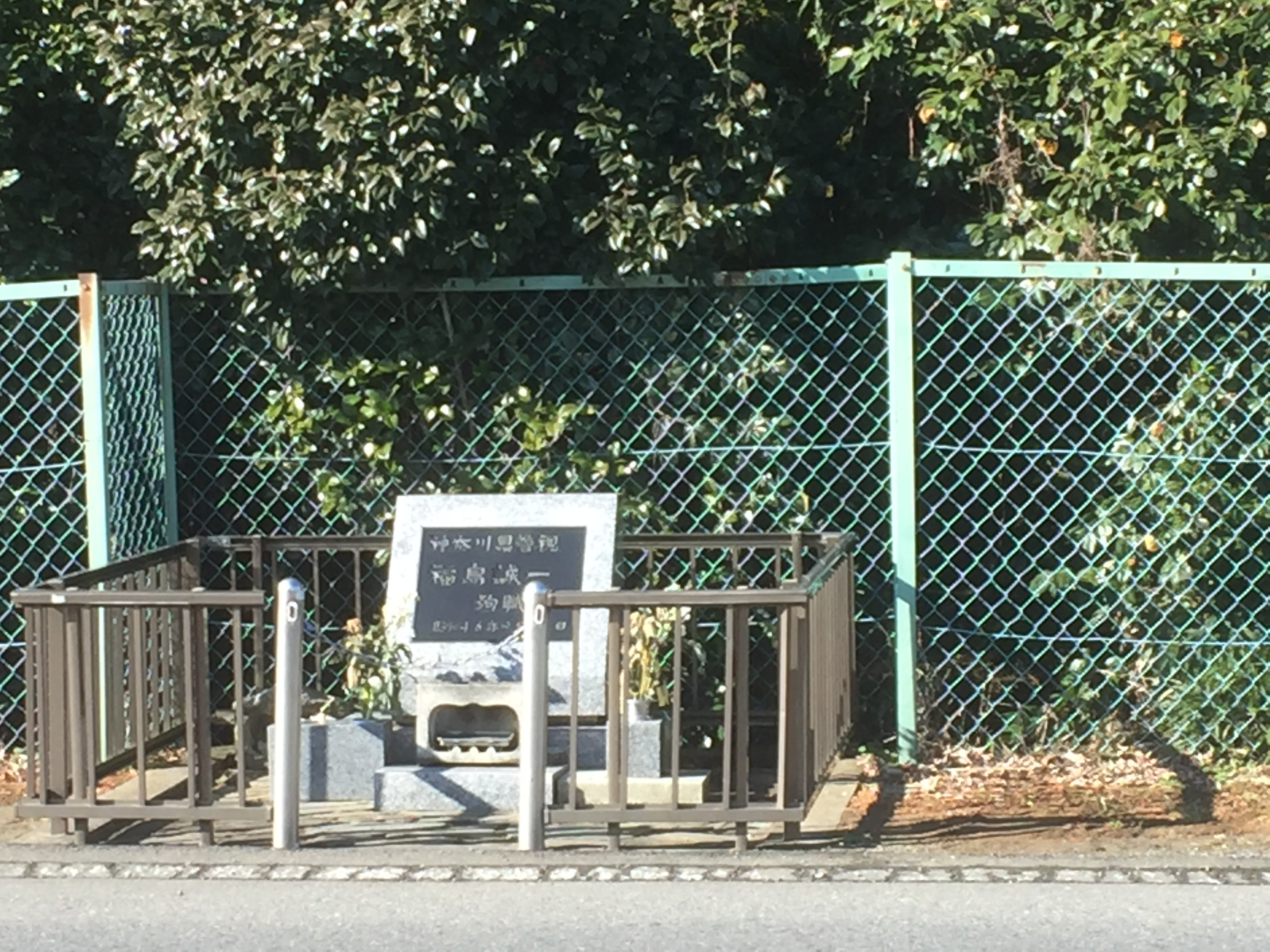
事件所在地的慰靈碑，紀念殉職的福島誠一警視

35°47′18.08″N 140°23′45.58″E / 35.7883556°N 140.3959944°E
東峰十字路事件（日语：／ Tōhō Jyūjiro Jiken */?），是一起日本警民衝突事件。
日本當局為建設新東京國際機場（現名成田國際機場），決定徵用千叶县成田市東峰地區部分土地，但土地所有者拒絕政府徵收。1971年9月16日，千葉縣第二次強制徵收土地，結果前往支援的神奈川縣警察特別機動隊在東峰十字路遭到了一个极左翼暴力团体的袭击。三名警察在袭击中被杀殉職、206人受傷。

## 另見
- 成田機場問題
- 三里塚鬥爭

### 引用
1. ↑  警備研究会 2017，第164頁.